# サントゥルバーノ
サントゥルバーノ（伊: Sant'Urbano）は、イタリア共和国ヴェネト州パドヴァ県にある、人口約1,900人の基礎自治体（コムーネ）。

## 地理

### 位置・広がり

#### 隣接コムーネ
隣接するコムーネは以下の通り。 括弧内のROはロヴィーゴ県所属を示す。
- バルボーナ
- グランツェ
- レンディナーラ (RO)
- ルージア (RO)
- ピアチェンツァ・ダーディジェ
- ヴェスコヴァーナ
- サンタ・カテリーナ・デステ（ヴィギッツォーロ・デステ）
- ヴィッラ・エステンセ

### 気候分類・地震分類
サントゥルバーノにおけるイタリアの気候分類 (it) および度日は、zona E, 2355 GGである。
また、イタリアの地震リスク階級 (it) では、zona 3 (sismicità bassa) に分類される。

## 行政

### 分離集落
サントゥルバーノには、以下の分離集落（フラツィオーネ）がある。
- Balduina, Ca' Morosini, Carmignano, Sant'Urbano